# John J. Wilkes
John Joseph Wilkes (* 12. Juli 1936 in Reigate) ist ein britischer Klassischer und Provinzialrömischer Archäologe.

## Leben
Er studierte Alte Geschichte und Archäologie am University College London, erwarb den B.A. und wurde anschließend an der University of Durham zum Ph.D. promoviert. 1961 bis 1963 arbeitete er als wissenschaftlicher Mitarbeiter für Geschichte und Archäologie an der University of Birmingham. 1963 wurde er assistant lecturer an der University of Manchester, bevor er im Jahr darauf nach Birmingham zurückkehrte. Dort wurde er 1971 zum senior lecturer für römische Geschichte und Archäologie ernannt. 1974 ging er als Professor für Provinzialrömische Archäologie an das Archäologische Institut der University of London. 1992 wurde er auf die Professur für Greek and Roman Archaeology der gleichen Universität berufen und trug dort den Titel eines Yates Professors, auch wenn der entsprechende Lehrstuhl bereits abgeschafft war. 2001 wurde er emeritiert.
Seine Forschungen erstrecken sich auf verschiedene Gebiete des römischen Reiches, ihr Schwerpunkt liegt aber auf dem Gebiet des ehemaligen Jugoslawien und der Donauprovinzen. Daneben hat er Ausgrabungen am Hadrianswall und am Antoninuswall durchgeführt und leitete 1973 bis 1986/1989 zusammen mit Sheppard Frere eine große Ausgrabung am Strageath Fort in Perthshire.
Wilkes ist Fellow der British Academy (FBA, 1986), der Society of Antiquaries of London (FSA, 1969) sowie der Society of Antiquaries of Scotland (FSA Scot). Er ist Ehrenpräsident der Association for Roman Archaeology und Ehren-Vizepräsident der Society for the Promotion of Roman Studies. Von 1980 bis 1984 gab er deren wissenschaftliche Zeitschrift Britannia heraus. 1979 bis 1983 war er Vorsitzender der Abteilung für Archäologie, Geschichte und Literatur der British School at Rome.

## Veröffentlichungen (Auswahl)
- Dalmatia (History of the provinces of the Roman Empire). Harvard University Press, Cambridge (Mass.) 1969, ISBN 0-674-18950-7.
- Diocletian's Palace. University of Sheffield, Sheffield 1986 (mehrere Nachdrucke/Neuauflagen).
- mit Sheppard Frere: Strageath. Excavations within the Roman fort (= Britannia Monograph Series. Band 9). Society for the Promotion of Roman Studies, London 1989, ISBN 978-0-907-76411-3.
- The Illyrians (Peoples of Europe). Blackwell, Cambridge (Mass.) 1992, ISBN 0-631-14671-7.